# Mimosa lindheimeri
Mimosa lindheimeri är en ärtväxtart som beskrevs av Asa Gray. Mimosa lindheimeri ingår i släktet mimosor, och familjen ärtväxter. Inga underarter finns listade i Catalogue of Life.